# Trần Văn Cẩn
Trần Văn Cẩn (13 tháng 8 năm 1910 – 31 tháng 7 năm 1994) là một họa sĩ nổi tiếng của Việt Nam, được mệnh danh là một trong bộ tứ danh họa hàng đầu của nền mỹ thuật hiện đại Việt Nam: Nhất Trí, nhì Vân, tam Lân, tứ Cẩn. Ông cũng là người đã chỉnh sửa hoàn thiện mẫu Quốc huy Việt Nam theo ý kiến chỉ đạo của lãnh đạo để trình Quốc hội phê duyệt thành dạng hoàn chỉnh như ngày nay.

## Thân thế và niềm đam mê hội họa
Ông sinh ngày 13 tháng 8 năm 1910 tại Kiến An, thành phố Hải Phòng. Sinh ra trong một gia đình trí thức, cha là một công chức bưu điện, ông được gia đình cho ăn học tử tế. Năm 1924, sau khi học hết hết bậc Tiểu học ở Kiến An, gia đình đưa ông đến Hà Nội sống với bà nội.
Thuở nhỏ, chịu ảnh hưởng từ mẹ, vốn là một nghệ nhân làm nghề thủ công nặn tò he và đèn giấy bằng nan tre, và người cậu chuyên nghề vẽ đèn giấy, ông sớm có biểu lộ năng khiếu và sự ham thích với ngành hội họa. Sự ham thích này được cha ông tán thành. Chính vì vậy, chỉ sau chưa đến 2 năm học bậc Trung học, năm 1925, theo ý kiến của bố, ông thi vào Trường Kỹ nghệ thực hành (École de l’art appliqué) Hà Nội, học vẽ mẫu đăng ten và thiết kế đồ gỗ.
Năm 1930, ông tốt nghiệp và được điều về làm việc ở Viện Hải dương học Nha Trang, làm công việc vẽ, chép lại những con cá lạ đánh bắt được từ biển về để lưu trữ vào hồ sơ gốc. Tại đây, ông làm quen với một họa sĩ Pháp đến giúp Viện xây dựng mô hình để tham dự hội chợ triển lãm ở Paris, và bắt đầu làm quen với kỹ thuật hội họa phương Tây. Ông bắt đầu sáng tác những tác phẩm đầu tay của mình với chủ đề biển và cảnh cá. Không lâu sau, ông bỏ công việc ở Viện, quay về Hà Nội để theo đuổi ngành hội họa.
Năm 1931, sau 3 tháng học dự bị do họa sĩ Nam Sơn hướng dẫn, ông thi đỗ vào Trường Cao đẳng Mỹ thuật Đông Dương, theo học khóa VI (1931-1936) cùng với Nguyễn Gia Trí, Lưu Văn Sìn, Nguyễn Văn Tại, Nguyễn Thụy Nhân, Vũ Đức Nhuận...

## Thành danh tứ kiệt
Thời gian ở Cao đẳng Mỹ thuật Đông Dương, ông cùng các bạn học vừa học tập vừa sáng tác. Năm 1933, ông cùng với Lê Phổ, Phạm Hậu, Nguyễn Khang, Trần Quang Trân, nghiên cứu về kỹ thuật sơn ta, để tìm cách pha chế để có thể vẽ được nhiều lớp sơn chồng lên nhau và mài, thể nghiệm thành công tranh sơn mài với sơn son, vỏ trứng. Năm 1934, tác phẩm đầu tay mang tên "Mẹ tôi" đã được tham dự triển lãm ở Paris. Năm 1935, tại triển lãm lần thứ nhất Hội Khuyến khích Kỹ thuật và Công nghệ (viết tắt là SADEAL), ông có bốn tác phẩm "Em gái tôi" (sơn dầu), "Cha con" (lụa), "Đi làm đồng" và "Cảnh bờ sông" (khắc gỗ màu) tham gia triển lãm và được tặng giải ngoại hạng và được cử vào Ban giám khảo. Năm 1936, ông tham gia triển lãm SADEAL lần II với ba bức tranh lụa: "Cô đơn", "Chân dung cô gái nhỏ" và "Chăn ngựa". Năm 1937 ông dự hội chợ triển lãm quốc tế Paris với bốn tác phẩm lụa: "Chân dung cô gái trên nền hoa đào", "Chợ hoa", "Thê" và "Mang cỏ cho ngựa ăn".

Gội đầu, khắc gỗ màu, 1943

Tốt nghiệp với tác phẩm "Lều chõng" rất được đánh giá cao, nhưng khi ra trường, ông từ chối sự bổ nhiệm của chính quyền thuộc địa để tiếp tục tập trung vào trải nghiệm và sáng tác thử sức trên nhiều chất liệu khác nhau. Năm 1938, ông tham gia triển lãm SADEAL lần III tại Hải Phòng với các tác phẩm "Đi lễ chùa" (lụa), "Trong vườn" (sơn mài) và nhận được Giải Ngoại hạng, tác phẩm được gửi đi dự triển lãm ở Batavia. Năm 1939, ông tham gia triển lãm SADEAL lần IV với "Bên sông Hồng" (lụa), "Phong cảnh Huế" (sơn dầu). Năm 1940, ông gửi các tác phẩm "Gánh lúa" (lụa), "Ngư dân" (sơn dầu) sang tham dự triển lãm tại Tokyo.
Năm 1943, ông gia nhập nhóm Trung tâm nghệ thuật Việt Nam (Foyer de l’ Art Annamite - FARTA) do họa sĩ Lê Văn Đệ sáng lập, đồng thời gửi hai tác phẩm tham dự triển lãm là "Em Thúy" (sơn dầu) và "Gội đầu" (khắc gỗ), và được tặng giải nhất. Năm sau, ông gửi hai tác phẩm "Bên ao sen" (sơn dầu), "Hai thiếu nữ trước bình phong" (lụa) tham gia triển lãm FARTA lần 2. Cũng năm 1944, ông gửi tác phẩm "Nắng trong vườn" (sơn dầu) tham dự triển lãm "Duy nhất".
Chính những hoạt động của thế hệ họa sĩ tốt nghiệp Cao đẳng Mỹ thuật Đông Dương thời đó như Tô Ngọc Vân, Nguyễn Phan Chánh, Nguyễn Đỗ Cung, Nguyễn Gia Trí, Nguyễn Tường Lân, Lê Văn Đệ, Lương Xuân Nhị, Trần Văn Cẩn... đã tạo nên thời đại hoàng kim của những tác phẩm hội họa hiện đại ngay giai đoạn đầu ở Việt Nam. Đương thời, giới hội họa Việt Nam đã xưng tụng tứ kiệt hội họa Nhất Trí, nhì Vân, tam Lân, tứ Cẩn.

## Sự nghiệp một đời
Là người dân thuộc địa, ông ít nhiều cảm tình với những nhà cách mạng đấu tranh giành độc lập. Mối cảm tình này đã thúc đẩy ông tham gia hoạt động trong phong trào Văn hóa Cứu quốc của Việt Minh, vẽ tranh cổ động "Cứu nông dân", "Trừ giặc đói", "Phá xiềng", "Bản đồ Việt Nam không thể chia cắt".

Bộ đội xây dựng cầu, 35x52cm, chì, 1954

Cách mạng tháng Tám thành công, Trần Văn Cẩn cùng nhiều họa sĩ khác đã hồ hởi dựng hàng chục tranh cổ động quanh hồ Hoàn Kiếm. Bức "Nước Việt Nam của người Việt Nam" của Trần Văn Cẩn đã được căng trên toà nhà Địa ốc ngân hàng (nay là Ngân hàng Nhà nước Việt Nam).
Năm 1946, triển lãm mỹ thuật toàn quốc lần đầu tiên dưới chế độ mới được mở tại Hà Nội. Bức "Xuống đồng" của Trần Văn Cẩn đã được trao giải nhất và được Hội Văn hóa Cứu quốc mua, cùng với bức "Bác Hồ làm việc ở Bắc bộ phủ" của Tô Ngọc Vân và "Chân dung Chủ tịch Hồ Chí Minh" của Nguyễn Đỗ Cung.
Tháng 7/1948: tại Đại hội Văn nghệ toàn quốc, Trần Văn Cẩn được bầu vào Ban thường vụ Hội Văn nghệ Việt Nam.
Tháng 6/1954: Trần Văn Cẩn thay thế Tô Ngọc Vân (đã mất trong thời gian này) đảm nhiệm Hiệu trưởng trường Mỹ thuật và giữ cương vị này trong 15 năm (1954 -1969).
Với những đóng góp to lớn, Trần Văn Cẩn đã được trao nhiều huân chương cao quý, trong đó có Huân chương Lao động hạng nhất. Ông được truy tặng Giải thưởng Hồ Chí Minh đợt I về văn học nghệ thuật (1996).
Năm 2010, một con phố thuộc khu đô thị Mỹ Đình, quận Nam Từ Liêm, Hà Nội được đặt tên Trần Văn Cẩn.

## Tác phẩm tiêu biểu

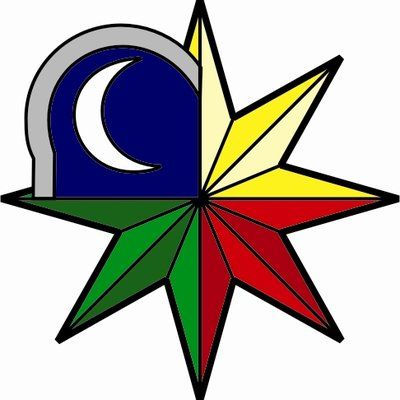
Tát nước đồng chiêm, sơn mài, 60,5x92cm, 1958

- Em Thúy (8 tuổi)
- Em Thúy (24 tuổi)
- Nữ dân quân vùng biển
- Chân dung bác thợ lò
- Thiếu nữ áo trắng
- Gội đầu
- Xuống đồng
- Tát nước đồng chiêm